# Medicago truncatula
L'erba medica troncata (Medicago truncatula Gaertn., 1790) è una pianta della famiglia delle Fabacee, nativa della regione mediterranea.
A causa delle dimensioni ridotte del suo genoma e del rapido tempo di crescita M. truncatula è stata scelta come organismo modello per lo studio della biologia delle leguminose.
Il suo genoma è stato interamente sequenziato.

## Descrizione
È una pianta annuale terofita scaposa, alta da 10 a 60 cm, con portamento prostrato o semieretto.
Le foglie sono composte da 3 foglioline lievemente dentellate, ovali, lunghe 1–2 cm, spesso con una macchia più scura al centro.
I fiori sono gialli, raggruppati in infiorescenze composte da 2-5 fiori.
Il frutto è un piccolo legume spinoso di forma cilindrica.
Questa pianta stabilisce rapporti simbiotici con organismi azoto-fissatori quali il Sinorhizobium meliloti che formano colonie all'interno di strutture nodulari presenti nelle radici della pianta.

## Varietà
- Medicago truncatula var. cosyrensis  Sommier
- Medicago truncatula var. tribuloides (Desr.) Burnat
- Medicago truncatula var. truncatula